# چنار (روسیه)

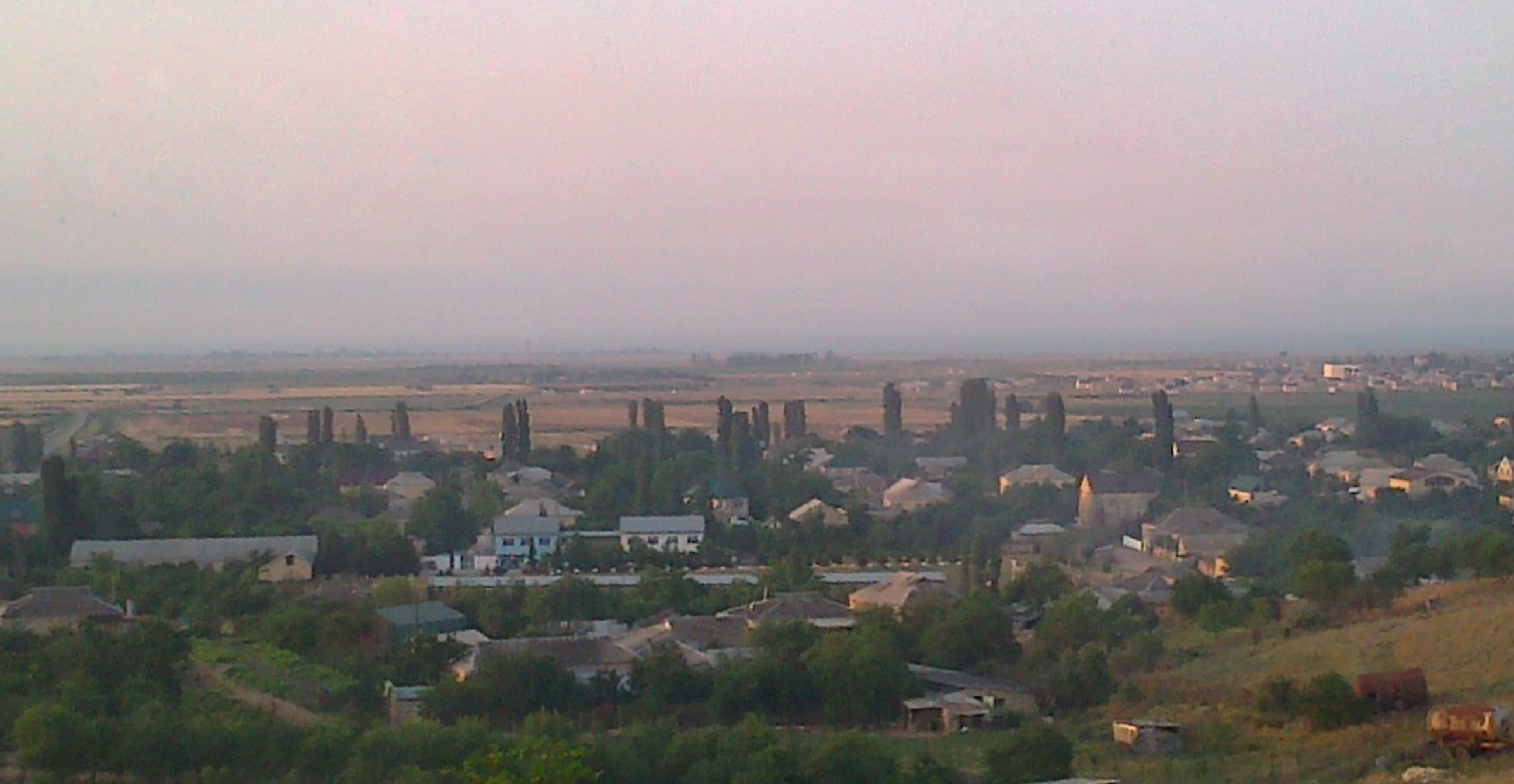
تصویری از شهر چنار در روسیه

چنار (به لاتین: Chinar) یک شهرک در روسیه است که در داغستان واقع شده‌است.